# گمبوعه بزرگ
گمبوعه بزرگ، روستایی در دهستان جهاد بخش گمبوعه شهرستان حمیدیه در استان خوزستان ایران است. این روستا، مرکز بخش گمبوعه است.

## جمعیت
بر پایه سرشماری عمومی نفوس و مسکن در سال ۱۳۹۵، جمعیت این روستا برابر با ۲٬۶۹۲ نفر (۷۰۲ خانوار) بوده است.